# Desa Karangindah
Desa Karangindah är en administrativ by i Indonesien.   Den ligger i provinsen Jawa Barat, i den västra delen av landet, 40 km sydost om huvudstaden Jakarta.